# Etiopski Kościół Ewangelicki Mekane Yesus

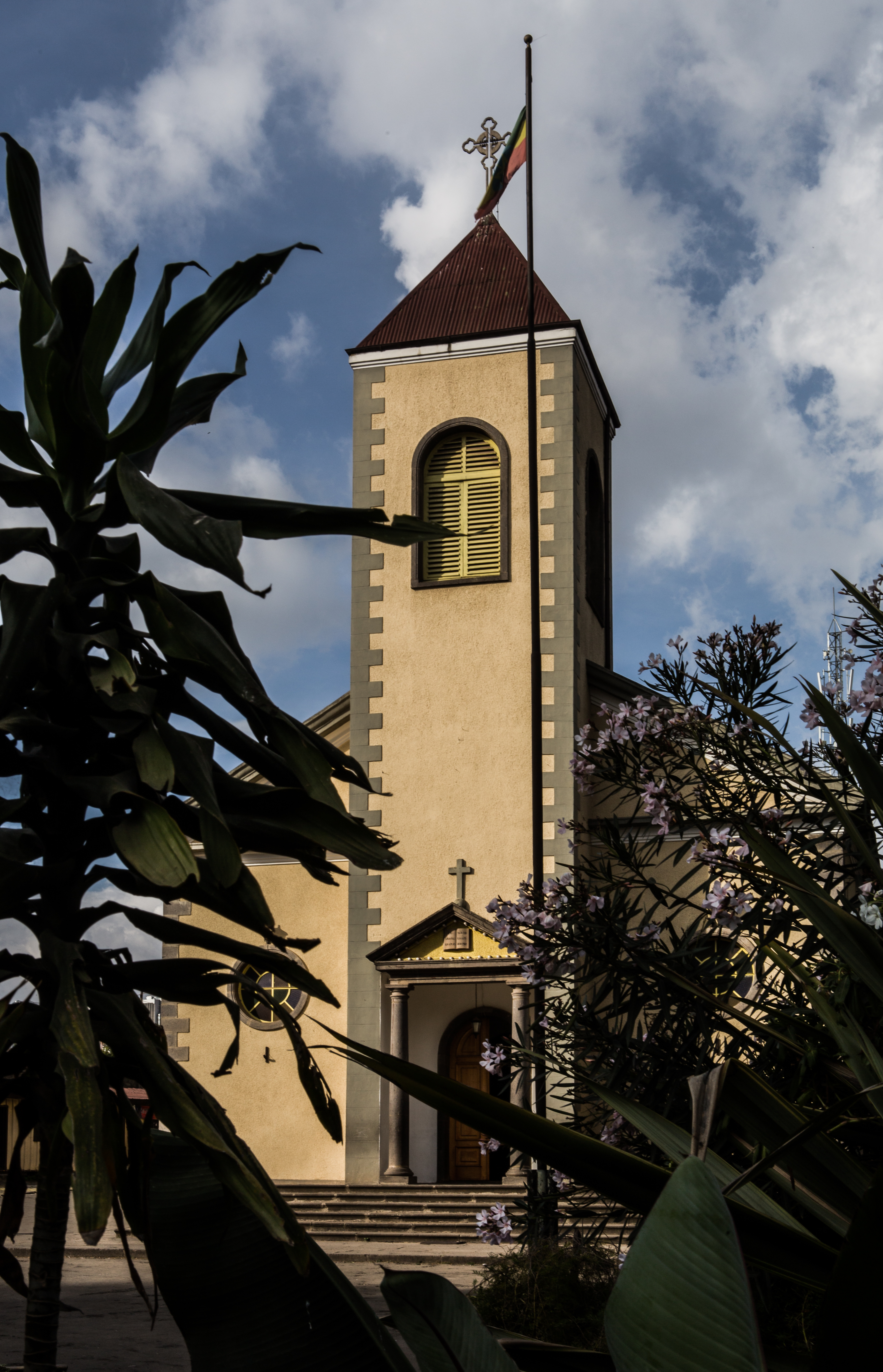
Kościół Amist Kilo w Addis Abebie – „kościół-matka” etiopskiego Kościoła ewangelickiego

Etiopski Kościół Ewangelicki Mekane Yesus (ang. Ethiopian Evangelical Church Mekane Yesus) – Kościół luterański założony w 1959 na terenie Etiopii, głównie przez luteranów pochodzenia skandynawskiego. Największy co do wielkości Kościół luterański na świecie. Od 1963 roku należy do Światowej Federacji Luterańskiej. W 2019 roku Kościół liczył 10,4 mln wiernych.
W 2012 roku Kościół Mekane Yesus ogłosił, że zrywa więzi z Kościołem Ewangelicko-Luterańskim w Ameryce, oraz Kościołem Szwecji ze względu na ich stanowisko w sprawie homoseksualizmu. Ogłosił również, że nie będzie związany z żadnym Kościołem, którzy otwarcie akceptuje i błogosławi związki homoseksualne.